# أندرو إي. ك. بينهام
أندرو إي. ك. بينهام (بالإنجليزية: Andrew E. K. Benham) هو ضابط أمريكي، ولد في 10 أبريل 1832 في جزيرة ستاتن في الولايات المتحدة، وتوفي في 11 أغسطس 1905.